# Jau-Dignac-et-Loirac
Jau-Dignac-et-Loirac település Franciaországban, Gironde megyében. Lakosainak száma 982 fő (2022. január 1.). Jau-Dignac-et-Loirac Saint-Vivien-de-Médoc, Bégadan, Queyrac, Valeyrac, Vensac, Floirac, Barzan, Chenac-Saint-Seurin-d’Uzet és Mortagne-sur-Gironde községekkel határos.

## Népesség
A település népességének változása:
| Lakosok száma | 909  | 803  | 836  | 978  | 1009 | 999  | 973  | 957  | 954  | 982  |
|               | 1968 | 1982 | 1990 | 2006 | 2013 | 2015 | 2017 | 2019 | 2020 | 2022 |